# Zeina Durra
Pour les articles homonymes, voir Dura.
Zeina Durra, née en 1976 à Londres (Royaume-Uni), est une réalisatrice et scénariste britannique.

## Biographie
Zeina Durra naît à Londres en 1976 d'une mère bosno-palestinienne et d'un père jordano-libanais.

## Filmographie partielle

### Au cinéma

#### Comme scénariste et réalisatrice
- 2005 : Seventh Dog (court métrage, aussi monteuse)
- 2010 : The Imperialists Are Still Alive!
- 2020 : Louxor

## Récompenses et distinctions
- Festival international du film de Varsovie 2010 : prix 'Competition 1-2' pour The Imperialists Are Still Alive!
- San Francisco International Asian American Film Festival 2011 : prix du jury pour The Imperialists Are Still Alive!